# Негованско училище
Негованското училище (на гръцки: Σχολή Φλάμπουρου) е училище в леринското село Негован, днес Фламбуро, Гърция.

## Местоположение
Училището е построено в центъра на селото, до църквата „Успение Богородично“.

## История
Строежът на сградата на училището започва в 1899 година със средства на местната община, като е построен първият етаж. Сградат е завършена в 1923 – 1924 година с пари на Асоциацията на белкаменците в Америка „Омония“. В 1925 година в училището се обучават 110 ученици (72 момчета и 38 момичета). В 1930 година началното училище работи като петокласно. Сред първите учители са Димитриос Ламбракис, Апостолос Зиогас, учителката Аспасия Павлоу и учителката в детската градина Мария Николау.
На 15 март 1990 година интериорът на училището е напълно опожарен от пожар, избухнал на покрива по неизвестна причина. Сградата е възстановена за рекордно кратко време за сметка на гръцката държава.
В 1993 година сградата е обявена за паметник на културата, като историческа сграда „допринесла за разпространението на гръцката просвета и за укрепването на елинизма и неразривно свързана със спомените на местното население“.

## Сграда
Специална характеристика на училището са външните мазилки, които са направени с калъпи от неговански майстори и са запазени непроменени до днес.